# Copa Absoluta
La Copa Absoluta de la Tercera División de Chile, o simplemente Copa Absoluta, fue una competición oficial de copa doméstica de fútbol disputada entre los años 2015 y 2016 por los clubes de la Tercera División A y Tercera División B de Chile, en forma previa a los campeonatos oficiales, entre los meses de marzo y mayo de cada año, es por esto que también se le denomina "Torneo de Apertura".
Fue organizada por la Asociación Nacional de Fútbol Amateur y correspondió al campeonato del primer semestre. El campeón del torneo obtenía 3 puntos adicionales para el campeonato oficial, mientras que el subcampeón obtenía 2 puntos adicionales. Además, el club mejor posicionado de la Tercera División B obtenía el ascenso a la competencia oficial de Tercera División A de esa misma temporada.
La Copa es una pieza de reliquia del fútbol chileno, pues es la misma que se utilizó en 1937, 1938 y 1943. La Copa Absoluta originalmente fue un trofeo que disputaba -en un partido único- el campeón del Campeonato Nacional Amateur de la Federación de Football de Chile y el campeón de la Asociación de Fútbol Profesional, instancia en la que se definía al Campeón Absoluto de Fútbol de Chile. 
"Colo-Colo se adjudicó la edición de 1937 tras superar a la Selección de fútbol de Iquique por 3-2. Se disputó al menos en 1938 (Magallanes 2-2 Valparaíso) y 1943 (Iquique 4-3 Unión Española)”. Fue reeditada por ANFA en 2015 y 2016.
El campeón de la versión ANFA 2015 fue Deportes Rengo y en 2016 el Club Atlético Municipal Colina.

## Historial
| Año          | Campeón        | Resultados | Subcampeón       | Semifinalistas                      |
| ------------ | -------------- | ---------- | ---------------- | ----------------------------------- |
| 2015 Detalle | Deportes Rengo | 3-0 2-1    | Real San Joaquín | Lautaro de Buin Unión Casablanca    |
| 2016 Detalle | Colina         | 2-0 1-1    | Lautaro de Buin  | Municipal Santiago Real San Joaquín |

## Goleadores
Actualizado el 04 de diciembre de 2016.
| Torneo | Jugador            | Equipo             | Goles |
| ------ | ------------------ | ------------------ | ----- |
| 2015   | Javier Castillo    | Real San Joaquín   | 7     |
| 2016   | Sebastián Jorquera | Municipal Santiago | 13    |

## Palmarés
Actualizado en 12 de 2016.
| Club             | Campeón | Subcampeón | Temporadas 1.º | Temporadas 2.º |
| ---------------- | ------- | ---------- | -------------- | -------------- |
| Deportes Rengo   | 1       | 0          | 2015           | -              |
| AC Colina        | 1       | 0          | 2016           | -              |
| Real San Joaquín | 0       | 1          | -              | 2015           |
| Lautaro de Buin  | 0       | 1          | -              | 2016           |

## Ascensos
| Año  | Ascendido       | Ubicación   |
| ---- | --------------- | ----------- |
| 2015 | Lautaro de Buin | Semifinales |
| 2016 | AC Colina       | Campeón     |